# Zorn Vilmos
Zorn Vilmos (Pest, 1847. június 25. – Budapest, 1924. október 31.) jogi doktor, jogakadémiai igazgató.

## Élete
Zorn Vilmos és Heinrich Antónia fia. Jogi tanulmányait Pesten és Pozsonyban elvégezvén, Pozsonyban jogakadémiai tanársegéd lett 1870-ben, majd 1874-ben Győrött rendkívüli és 1877-ben rendes jogakadémiai tanár. Előadta a politikát és a magyar közjogot. 1891-ben a győri jogakadémia feloszlása után Kassára került mint a nemzetgazdaságtan, pénzügytan és magyar pénzügyi jog tanára. 1895-től kezdve ismét a politikát és közjogot adta elő. 1905-ben a jogakadémia igazgatója lett. A Farkasréti temetőben helyezték nyugalomra, azonban sírját később felszámolták. Neje Liebhardt Lujza volt.

## Cikkei
Új Nemzedék (1870. A statisztika bölcsészetéhez, Kolb nyomán). Juristische Blätter (1884. Die Organisation der rechts- und staatswissenschaftlichen Studien in Ungarn). Egyetemi Emlékkönyv, Kassa 1900 (A kassai egyetem jogi és államtudományi karáról). Jogtudományi Közlöny (1894. A jegyzőképző tanintézetek kérdéséhez). Jog (1895. Hét vagy nyolcz félév). Felsőmagyarország (1902. Az államvizsgálatokról és a jogi oktatásról szóló szervezet. 1903. Az állami élet alapkérdései. 1904. Erzsébet királynéról).

## Munkái
- Az államadósság kérdéséhez. Budapest, 1867.
- Az egyetemes statisztika vezérfonala. Budapest, 1869.
- Nézetek a közoktatási politika terén. Budapest, 1873.
- Az állami kapcsolatnak némely neméről. Kassa, 1903.